# الحبيب الصيد
الحبيب الصيد، رئيس الوزراء التونسي الأسبق منذ يناير 2015  (وُلد يوم 1 يونيو 1949 بسوسة)، شغل مناصب عديدة في حكومات سابقة منها منصب وزير الداخلية ومدير مكتب وزراء الداخلية والفلاحة وكاتب دولة لدى وزير الفلاحة. هو مجاز في العلوم الاقتصادية ومتحصّل على ماجستر في الاقتصاد الفلاحي من الولايات المتحدة الأمريكية.

## النشأة والمسيرة السياسية

### النشأة
هو مهندس عام منذ سنة 1992 ومتحصل على الإجازة في العلوم الاقتصادية من جامعة تونس وعلى شهادة مهندس زراعي تخصص اقتصاد فلاحي من جامعة مينيسوتا بالولايات المتحدة الأمريكية.

### المسيرة السياسية
شغل الحبيب الصيد عدة خطط وظيفية بوزارة الفلاحة حيث تم تكليفه بالدراسات بالإدارة العامة للهندسة الريفية من سنة 1975 إلى سنة 1980 قبل أن يعين رئيسا مديرا عاما لديوان إحياء المناطق السقوية بقفصة والجريد من سنة 1980 إلى سنة 1988 ثم مندوبا جهويا للتنمية الفلاحية بالقيروان فمديرا عاما مندوبا للتنمية الفلاحية ببنزرت سنة 1989.

وتولى رئاسة ديوان وزير الفلاحة من سنة 1993 إلى سنة 1997 وهو تاريخ توليه رئاسة ديوان وزير الداخلية إلى سنة 2001.

وفي يناير 2001 عين الحبيب الصيد كاتب دولة لدى وزير الفلاحة مكلفا بالصيد البحري ثم كاتب دولة لدى وزير الفلاحة والبيئة والموارد المائية مكلفا بالبيئة من سبتمبر 2002 إلى يونيو 2003. وتولى من سنة 2004 إلى سنة 2010 منصب المدير التنفيذي للمجلس الدولي لزيت الزيتون ومقره مدريد (إسبانيا).

كما تولى الصيد حقيبة وزارة الداخلية في 2011 عقب اقالة فرحات الراجحي وذلك بعد الثورة التونسية.

وإثر تشكيل حكومة حمادي الجبالي، شغل خطة مستشار لدى رئيس الحكومة مكلفا بالملف الأمني بين 17 أفريل 2012 و2013.
صدر بالرائد الرسمي بتاريخ 18 أكتوبر 2019 أمر رئاسي يقضي بقبول استقالة الحبيب الصيد الوزير المستشار الخاص لدى رئيس الجمهورية وذلك ابتداء من 1 نوفمبر 2019.
وكان الرئيس الراحل الباجي قائد السبسي قد عيّن الحبيب الصيد في هذا المنصب خلال شهر أوت من سنة 2018 بعد سنتين تقريبا من الإطاحة بحكومته.
يذكر ان الحبيب الصيد كان قد ترأس الحكومة بعد الانتخابات الرئاسية والتشريعية لسنة 2014 التي حصلت على ثقة مجلس نواب الشعب خلال شهر فيفري من سنة 2015 وشغل قبل ذلك على امتداد سنوات العديد من المهام والمسؤوليات الحكومية وغيرها

### جدل مذكراته
أثار كتاب «الحبيب الصيد حديث الذاكرة» (وهو عبارة عن مذكّرات، مرفوقة بمجموعة من الصّور النّادرة، وهي تتوفر على جزئين رئيسيّين، يستعرض الأول نشأة الحبيب الصّيد ودراسته بسوسة وتونس والولايات المتّحدة الأمريكيّة، ثم مسيرته المهنيّة إلى حدود سنة 2010، فيما خصّص الجزء الثاني للمهام الرسميّة التي تولاّها منذ سنة 2011، وزيرا للداخليّة، ورئيسا للحكومة ومستشارا سياسيّا لدى رئيس الجمهوريّة.) جدلا كبيرا في البلاد بسبب خفايا وأسرار الحكم ما بعد الثورة. حيث قال الصيد في كتابه إن ملف العفو التشريعي العام سنة 2011 ، اتسم بنوع من «الإرتجالية»، مؤكدا أن القائمة ضمت مختلف أصناف مساجين الرأي من السياسيين والحقوقيين والنقابيين ونشطاء المجتمع المدني بمن فيهم الإرهابيون الذين بلغ عددهم في الملف حوالي 1200 سجين بموجب أحكام قانون الإرهاب ومنهم من هو محكوم بالإعدام ورغم التهم الخطيرة التي أدينوا بسببها ولا سيما جرائم القتل، وقع إدماج العديد من المساجين في الحق بالتمتع بالعفو.
وأفاد الصيد في مقتطفات كتابه الذي نشرته صحيفة الصباح التونسية، أن وزير الداخلية ورئيس الحكومة الأسبق والقيادي في حركة النهضة علي العريض، اعترف له خلال الاستعداد لتسليمه حقيبة الداخلية، أنه ورغم معاناته الطويلة في السجن إلا أنه يعترف بالفضل لرئيس الجمهورية السابق زين العابدين بن علي (على الرغم من أن العريض كان معارضا شرسا لنظام بن علي) ووفق ما نُشر ونقلا عن الحبيب الصيد، فإن علي العريض أكد أنه لو لا بن علي لكان في عداد الموتى حيث كان من المحكوم عليهم بالإعدام في عهد بورقيبة وهو بذلك مدين لبن علي بحياته.
كما قدّم الحبيب الصيد “رواية جديدة” ومثيرة للجدل حول هجوم باردو الإرهابي الذي وقع خلال فترة وجوده على رأس الحكومة عام 2015 متهما السلطات الأمنية بالتراخي واللامبالاة قائلا: “كانت هذه العملية بمثابة الصاعقة التي ضربت قلب العاصمة بسبب ما اتسم به العمل الأمني في بعض المستويات من تراخ ونوع من اللامبالاة وسوء التنسيق بين الهياكل الأمنية وربما كان ضعف التنسيق”.

## الحياة الشخصية
الحبيب الصيد متزوج وأب لثلاثة أبناء.

## وصلات خارجية
- تونس.. ماذا بعد حجب الثقة عن الحكومة؟ على يوتيوب